# Jean Chéradame
Jean Chéradame, de son nom latin Johannes Chaeradamus, est un hébraïsant et helléniste français du XVIe siècle, originaire de Sées ou d'Argentan dans l'Orne.
Il fit des études de médecine et fut vraisemblablement professeur d'hébreu. Il entra comme professeur de grec au Collège royal vers 1543.
Le peu que l'on sait de lui a été rapporté par Gabriel-Henri Gaillard : « On ignore son nom français ; celui de Chéradame est un nom grec allégorique par lequel il prétendait exprimer son ardeur pour vaincre les difficultés de l'étude ; il prenait aussi le nom d’Hippocrate, apparemment parce qu'il avait étudié en médecine. Cet homme ne paraît pas avoir été modeste ; il est trop peu connu pour les noms et les éloges qu'il se donne. Il publia une grammaire grecque, un dictionnaire grec, une  espèce de grammaire hébraïque, dont Paul Paradis a dit du bien ; il fit un abrégé des adages d'Érasme ; il donna une édition de quelques comédies d'Aristophane ; il travailla longtemps à une Myrias mystica, qui devait expliquer tous les sens mystiques du nom de Dieu, et à une Myrias historica, dont il ne s'occupait, disait-il, que les nuits, parce que le jour était employé à ses leçons publiques et particulières ; il ne paraît pas qu'on ait vu ces fruits de ses veilles. »
À la liste de ses ouvrages, il faut ajouter sa traduction des Dionysiae d'Apollonios Dyscole et celle de l'un des premiers traités sur la syphilis, De morbo gallico, publié par Ulrich von Hutten en 1519. Au nom de « maladie française » donné « indûment » à la syphilis par Ulrich von Hutten, Jean Chéradame préférait celui de « maladie de Naples ».

## Publications
- Grammatica isagogica Joannis Cheradami, ex diversis autoribus (1521)
- Habes tandem graecarum literarum admirator, lexicon graecum : coeteris omnibus aut in italia, aut gallia, germaniave antehac excursis multi locupletius : ut pote supra ter mille additiones basilinesi lexico an. M. D. XXII. apud Curiorem impresso adiectas, avec Guillaume Du Mayne (1523) Texte en ligne
- Rudimenta quædam Hebraicæ grammaticæ, quae ad lectionis usum et illius linguæ exercitamenta, non parum afferunt utilitatis, cum decalogo et contigua translatione Latina, cum nonnullis aliis (1523) Texte en ligne
- Alphabetum linguae sanctae : mystico intellectu refertum (1532) Texte en ligne
- Introductio Alphabetica sane quam utilis Græcarum musarum adyta compendio ingredi cupientibus (1535) Texte en ligne

Éditions d'ouvrages et traductions
- Cyrille le grammairien, Ammonius Alexandrinus Grammaticus et Jean Charax : Lexicon graeco-latinum. De Graecarum proprietate linguae ex scriptis de arte Jo. Grammatici (1523, 1543)
- Érasme : In omnes Erasmi, adagiorum chiliadas epitome, ad commodiorem usum studiosorum utriusque lingue conscripta, avec Adriaan Van Baerland (1526)
- Aristophane : Comoediae novem (1528)
- Ulrich von Hutten : L'Expérience et approbation Ulrich de Hutem, notable chevalier, touchant la médecine du boys dict guaiacum, pour circonvenir et déchasser la maladie indeuement appellée françoise, ainçoys par gens de meilleur jugement est dicte et appelée la maladie de Naples ; traduite et interprétée par maistre Jehan Cheradame Hypocrates, estudyant en la faculté et art de medecine (v. 1530) Texte en ligne
- Apollonius Dyscole : Dionysiae (1535)